# Стоунволл (Північна Кароліна)
Стоунволл (англ. Stonewall) — місто (англ. town) в США, в окрузі Памліко штату Північна Кароліна. Населення — 214 особи (2020).

## Географія
Стоунволл розташований за координатами 35°8′20″ пн. ш. 76°44′27″ зх. д. / 35.13889° пн. ш. 76.74083° зх. д. (35.138820, -76.740716).  За даними Бюро перепису населення США в 2010 році місто мало площу 5,21 км², з яких 4,42 км² — суходіл та 0,79 км² — водойми.

## Демографія
Згідно з переписом 2010 року, у місті мешкала 281 особа в 117 домогосподарствах у складі 76 родин. Густота населення становила 54 особи/км².  Було 143 помешкання (27/км²).
Расовий склад населення:
| - 76,5 % — білих - 20,3 % — чорних або афроамериканців - 0,4 % — азіатів |

До двох чи більше рас належало 2,8 %. Частка іспаномовних становила 1,8 % від усіх жителів.
За віковим діапазоном населення розподілялося таким чином: 24,2 % — особи молодші 18 років, 55,5 % — особи у віці 18—64 років, 20,3 % — особи у віці 65 років та старші. Медіана віку мешканця становила 41,6 року. На 100 осіб жіночої статі у місті припадало 95,1 чоловіків;  на 100 жінок у віці від 18 років та старших — 90,2 чоловіків також старших 18 років.
Середній дохід на одне домашнє господарство  становив 35 619 доларів США (медіана — 28 558), а середній дохід на одну сім'ю — 43 450 доларів (медіана — 30 500). За межею бідності перебувало 16,0 % осіб, у тому числі 21,0 % дітей у віці до 18 років та 24,3 % осіб у віці 65 років та старших.
Цивільне працевлаштоване населення становило 86 осіб. Основні галузі зайнятості: освіта, охорона здоров'я та соціальна допомога — 34,9 %, мистецтво, розваги та відпочинок — 20,9 %, публічна адміністрація — 18,6 %.